# Bonnie Blue Flag
A Bonnie Blue Flag az Amerikai Konföderációs Államok egyik nem hivatalos zászlaja volt az 1861-es amerikai polgárháború kezdetén. Egy ötágú fehér csillag látható rajta kék mezőben. Meglehetősen hasonlít a rövid ideig fennálló Nyugat Floridai Köztársaság zászlajára 1810-ből.

## Története

A Burnet Zászló (1836–1839)

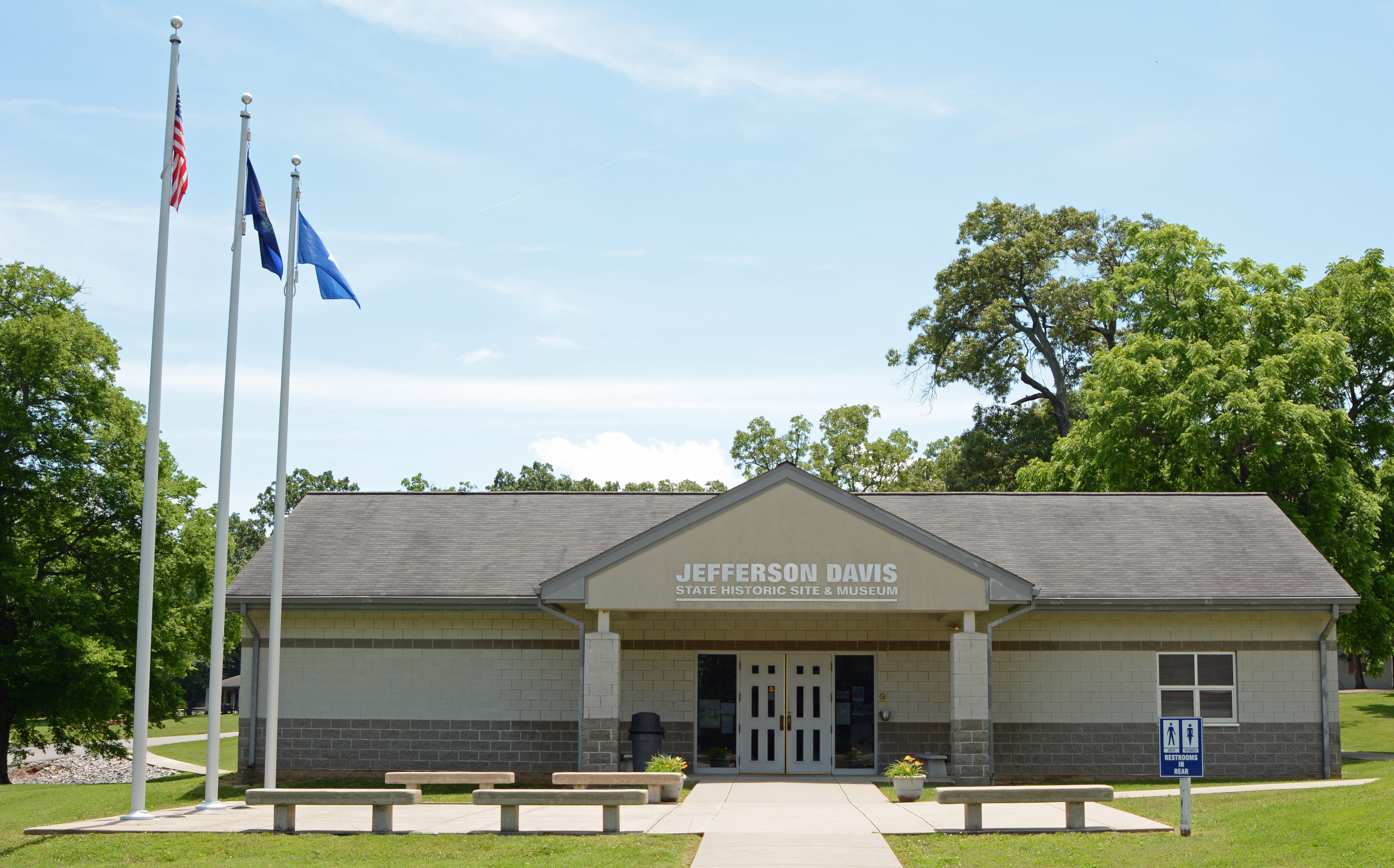
Jefferson Davis State Historic Site & Museum. A Bonnie Blue Flag balról a harmadik zászló.

Az első feljegyzett használata (tipikusan fehér csillaggal a közepén) 1810-ből ered, amikor is az angol ajkú Nyugat Floridai Köztársaság lakosságát képviselte, amely Alabama déli részén Mississippi államban; és Louisiana állam, a Mississippi folyótól keletre fekvő területein helyezkedett el. Az itteni lakosok fellázadtak Governor de Lassus at Baton Rouge (a helyi spanyol kormányzó) ellen, és megdöntötték hatalmát. Az így létrejött független köztársaság, alig három hónapnyi fennállás után, a vitatott Louisianai területek Egyesült Államokhoz való csatolásával bomlott fel, akik teljes Louisiana Állam megvásárlásával szerezték meg a földet.
Később, 1836. december 10-én, Burnet Flag néven, a Texasi Köztársaság Kongresszusa az állam hivatalos zászlajává tette. Azúrkék háttérben, nagy arany csillag volt látható rajta, az 1810-es Nyugat Floridai Köztársaság zászlajának mintájára.[1] A Burnet Flag fehér csillagos változata, gyakorlatilag a Bonnie Blue Flag, szintén elterjedt volt. Más változatokban a (különböző színű) csillagot fejjel lefelé ábrázolták, vagy TEXAS szöveggel körülvéve, minden csúcsán az állam nevének egy-egy betűjével.
Amikor Mississippi kilépett az Unióból 1861-ben, a fehér csillagos kék zászló, lekerült a Capitolium tetejéről. Harry Macarthy segített népszerűsíteni, mint a függetlenség szimbólumát, népszerű dalában "The Bonnie Blue Flag"-ben, amit 1861 elején írt. Néhány további kiszakadó, újonnan létrejött déli állam szintén átvette a kék háttérben fehér csillagos lobogót.
Habár a "Bonnie Blue" elnevezést csak 1861-től kezdték el használni, semmi kétség, hogy a lobogó azonos a Nyugat Floridai Köztársaság zászlajával, amely 1810 szeptemberében szakadt el a Nyugat Floridai spanyol kolóniától, és lett annektálva az Egyesült Államokba, 90 nappal később. 2006-ban Louisiana Állam hivatalosan is összekapcsolta a "Bonnie Blue" nevet Nyugat Florida zászlajával, amikor is törvényben ismerték el a Bonnie Blue Flag-et, a Nyugat Floridai Köztársaság Történeti Körzet jelképeként.
A "Bonnie Blue Flag" nem hivatalos lobogóként volt használatos 1861 első hónapjaiban. Már akkor is a konföderációs ütegek felett díszelgett, amikor először tüzet nyitottak Fort Sumternél a polgárháború legelején. Továbbá több ezrednek saját, a csatába vitt zászlaja is volt.
2007-ben a hat fennmaradt eredeti polgárháborús Bonnie Blue zászlóból az egyik 47 800 dollárért kelt el egy aukción. Korábban a 3. Texasi Lovas Ezred használta, majd az 1936-os Texas állam százéves fennállásának ünnepségén kiállították.

## A tömegkultúrában
Margaret Mitchell 1936-os regényében és annak 1939-es Elfújta a szél filmes adaptációjában, Rhett Butler újszülött lányát "Bonnie Blue Butler"-nek nevezi el, miután Melanie Wilkes megjegyzi, hogy "olyan kék szeme lesz mint a bonnie blue zászló".

## Fordítás
- Ez a szócikk részben vagy egészben  a   Bonnie Blue Flag című angol Wikipédia-szócikk ezen változatának fordításán alapul.  Az eredeti cikk szerkesztőit annak laptörténete sorolja fel. Ez a jelzés csupán a megfogalmazás eredetét és a szerzői jogokat jelzi, nem szolgál a cikkben szereplő információk forrásmegjelöléseként.